# Megalops atlanticus
Megalops atlanticus  é uma espécie costeira popularmente conhecida no Brasil como pirapema ou camurupim e em inglês como tarpon, sendo encontrado desde o Amapá até a região norte do Espírito Santo, habitando os canais de mangue e águas fluviais que desembocam no mar quando juvenis (áreas de baixa salinidade) e costa em geral durante a fase adulta. Os exemplares menores vivem em grandes cardumes, ao passo que os maiores em pares ou solitários. Existem registros de exemplares com mais de 100 kg. Sua dieta consiste principalmente de pequenos peixes e crustáceos.
O camurupim é capaz de encher sua bexiga natatória com ar, de forma semelhante a um pulmão primitivo. Assim, esse peixe consegue sobreviver em ambientes com baixo nível de oxigênio na água.